# Ram (음반)
| 평가 점수                     | 평가 점수 |
| 출처                          | 점수      |
| ----------------------------- | --------- |
| AllMusic                      | [ 2 ]     |
| American Songwriter           | [ 3 ]     |
| Blender                       | [ 4 ]     |
| Christgau's Record Guide      | C+        |
| Encyclopedia of Popular Music | [ 6 ]     |
| Mojo                          | [ 7 ]     |
| Pitchfork                     | 9.2/10    |
| Q                             | [ 9 ]     |
| Rolling Stone                 | [ 10 ]    |
| Uncut                         | 8/10      |

《Ram》은 폴 매카트니와 린다 매카트니의 스튜디오 음반으로 1971년 5월 17일, 애플 레코드에서 발매되었다. 비틀즈가 해체되기 이전, 폴 매카트니가 영국고등법원에서 비틀즈의 파트너십을 해소하기 위해 소송 제기를 하던 중 녹음되었다. 이 음반은 부부가 작곡한 유일한 음반이다. 폴과 린다는 기타리스트 데이비드 스피노자와 휴 맥크라켄, 드러머 데니 시웰과 함께 뉴욕에서 녹음했다. 발매와 동시에 매카트니와 비틀즈의 전 멤버 존 레논는 서로 지독한 악담을 하게 되는데, 이는 〈Too Many People〉과 같은 곡 안에 레논과 요코를 비꼬는 가사를 넣었기 때문이다.
발매 당시에는 대다수의 음악 비평가에게 부정적인 평을 받았으나, 이후 수십년 동안 평가는 호의적으로 바뀌었다. 당시의 부정적 평에도 불구하고 《Ram》은 상업적인 성공을 거두었으며, 영국과 네덜란드 그리고 캐나다의 음반 차트 1위에 오른다. 《Ram》에서 〈Uncle Albert/Admiral Halsey〉, 〈The Back Seat of My Car〉 그리고 〈Eat at Home〉라는 3개의 싱글이 나왔으며, 이 중 〈Uncle Albert/Admiral Halsey〉는 미국에서 매카트니의 첫 최고 히트곡이 되었다. 《Ram》은 2012년 5월에 재발매되었다.

## 배경
폴 매카트니와 그의 가족은 1970년 10월에 《McCartney》의 후속 작업을 시작하기 위해 뉴욕으로 날아갔다. 《McCartney》는 그가 모든 악기를 연주하는 것을 특징으로 했지만, 폴은 《Ram》을 위해 음악가들을 위한 오디션을 열기로 결정했고, 그들 중 일부는 상업적인 징글을 녹음하기 위한 세션을 진행한다는 미명하에 들여왔다. 오디션은 45번가의 다락방에서 사흘 동안 열렸는데, 거기서 린다의 부탁을 받고 데이비드 스피노자가 기타 임무를 따르게 된 후 오디션이 지하실로 옮겨졌고, 그곳에서 데니 시웰은 드럼으로 영입되었다. 이후 매카트니는 "브롱크스에서 어느날 매트리스에 누워있는 시웰을 발견했다"고 주장했다. 이러한 세션이 진행되는 중간에 스피노자는 스피노자가 사용 불가능하게 되자 휴 맥크라켄으로 대체되었다.

## 곡 목록
| #  | 제목                            | 작사·작곡          | 재생 시간 |
| -- | ------------------------------- | ------------------ | --------- |
| 1. | 〈Too Many People〉             | 폴 매카트니        | 4:10      |
| 2. | 〈3 Legs〉                      | 폴 매카트니        | 2:44      |
| 3. | 〈Ram On〉                      | 폴 매카트니        | 2:26      |
| 4. | 〈Dear Boy〉                    | 폴 & 린다 매카트니 | 2:12      |
| 5. | 〈Uncle Albert/Admiral Halsey〉 | 폴 & 린다 매카트니 | 4:49      |
| 6. | 〈Smile Away〉                  | 폴 매카트니        | 3:51      |

| #  | 제목                        | 작사·작곡          | 재생 시간 |
| -- | --------------------------- | ------------------ | --------- |
| 1. | 〈Heart of the Country〉    | 폴 & 린다 매카트니 | 2:21      |
| 2. | 〈Monkberry Moon Delight〉  | 폴 & 린다 매카트니 | 5:21      |
| 3. | 〈Eat at Home〉             | 폴 & 린다 매카트니 | 3:18      |
| 4. | 〈Long Haired Lady〉        | 폴 & 린다 매카트니 | 5:54      |
| 5. | 〈Ram On (Reprise)〉        | 폴 매카트니        | 0:52      |
| 6. | 〈The Back Seat of My Car〉 | 폴 매카트니        | 4:26      |

추가 곡
| #  | 제목                 | 작사·작곡          | 재생 시간 |
| -- | -------------------- | ------------------ | --------- |
| 1. | 〈Another Day〉      | 폴 & 린다 매카트니 | 3:41      |
| 2. | 〈Oh Woman, Oh Why〉 | 폴 매카트니        | 4:26      |

## 인증
| 국가                                                            | 인증     | 판매량/출하량 |
| --------------------------------------------------------------- | -------- | ------------- |
| 캐나다 (뮤직 캐나다)                                            | 플래티넘 | 100,000^      |
| 영국 (BPI)                                                      | 실버     | 60,000        |
| 미국 (RIAA)                                                     | 플래티넘 | 1,000,000^    |
| ^출하량을 기반으로 한 인증 · 판매량+스트리밍을 기반으로 한 인증 |          |               |